# Prințesa Elisabeta de Saxonia
Elisabeta de Saxonia (germană Prinzessin Elisabeth von Sachsen, Herzogin zu Sachsen; 4 februarie 1830 – 14 august 1912) a fost prințesă de Saxonia care s-a căsătorit cu al doilea fiu al regelui Sardiniei. A fost mama Margheritei, regină a Italiei.
Elisabeta a suferit un atac de apoplexie în 1910, care i-a deteriorat grav sănătatea. A murit la 14 august 1912 la vârsta de 82 de ani.

## Biografie
S-a născut la Dresda, capitala Saxoniei, ca fiică a regelui Ioan al Saxoniei și a soției acestuia, Amalie Auguste de Bavaria. Bunicii paterni au fost Prințul Maximilian de Saxonia și Carolina de Parma. Bunicii materni au fost regele Maximilian I Joseph de Bavaria și Karoline de Baden.
La 22 aprilie 1850, ea s-a căsătorit în Catedrala de la Dresda cu Prințul Ferdinand, Duce de Genova, al doilea fiu al regelui Carol Albert al Sardiniei și a Mariei Theresa de Austria și Toscana. Căsătoria lor a fost un aranjament dinastic, și în general a fost considerat ca fiind lipsit de iubire.
Cuplul a avut doi copii:
- Margherita de Savoia (1851-1926); s-a căsătorit cu Umberto I al Italiei; a avut copii
- Thomas, Duce de Genova (1854-1931); s-a căsătorit cu Prințesa Isabela a Bavariei; a avut copii

La 10 februarie 1855 soțul ei a murit la Torino, lăsând-o pe Elisabeta văduvă la vârsta de 25 de ani. Înainte ca primul an de văduvie să se termine, ea s-a recăsătorit la 4 octombrie 1856 cu șambelanul Niccolò, marchiz Rapallo. S-au căsătorit în secret, înainte ca perioada oficială de doliu să se termine. Acest act l-a înfuriat pe cumnatul ei, Victor Emmanuel al II-lea al Italiei, care nu i-a permis să-și mai vadă copiii.
În 1882, al doilea ei soț s-a sinucis. Bârfele de la curte au sugerat adesea că mariajul lor era nefericit și sinuciderea lui a alimentat zvonurile. Elisabeta nu a avut copii din cea de-a doua căsătorie.